# جو نافاهو
جو نافاهو (انگلیسی: Joe Naufahu؛ زادهٔ ۲۵ ژانویهٔ ۱۹۷۸) ورزشکار سابق راگبی و بازیگر ساموآیی‌تبار اهل نیوزیلند است. طبق گفتۀ خودش، که پدربزرگ‌ها و مادربزرگ‌هایش اهل تونگا، ساموآ، پرتغال و آلمان بوده‌اند، اگرچه او همچنین به داشتن ریشه‌های ایرلندی نیز اشاره کرده است. برادر او، رنه نافاهو، بازیگر و کارگردان است.
از فیلم‌ها یا برنامه‌های تلویزیونی که وی در آن نقش داشته‌است، می‌توان به زن سرخ اشاره کرد.